# Pietro Spaur
Pietro Spaur (in tedesco Peter von Spaur; 1345 – 1424) fu il fondatore della linea tirolese degli Spaur.

## Biografia

### Il consolidamento del patrimonio familiare

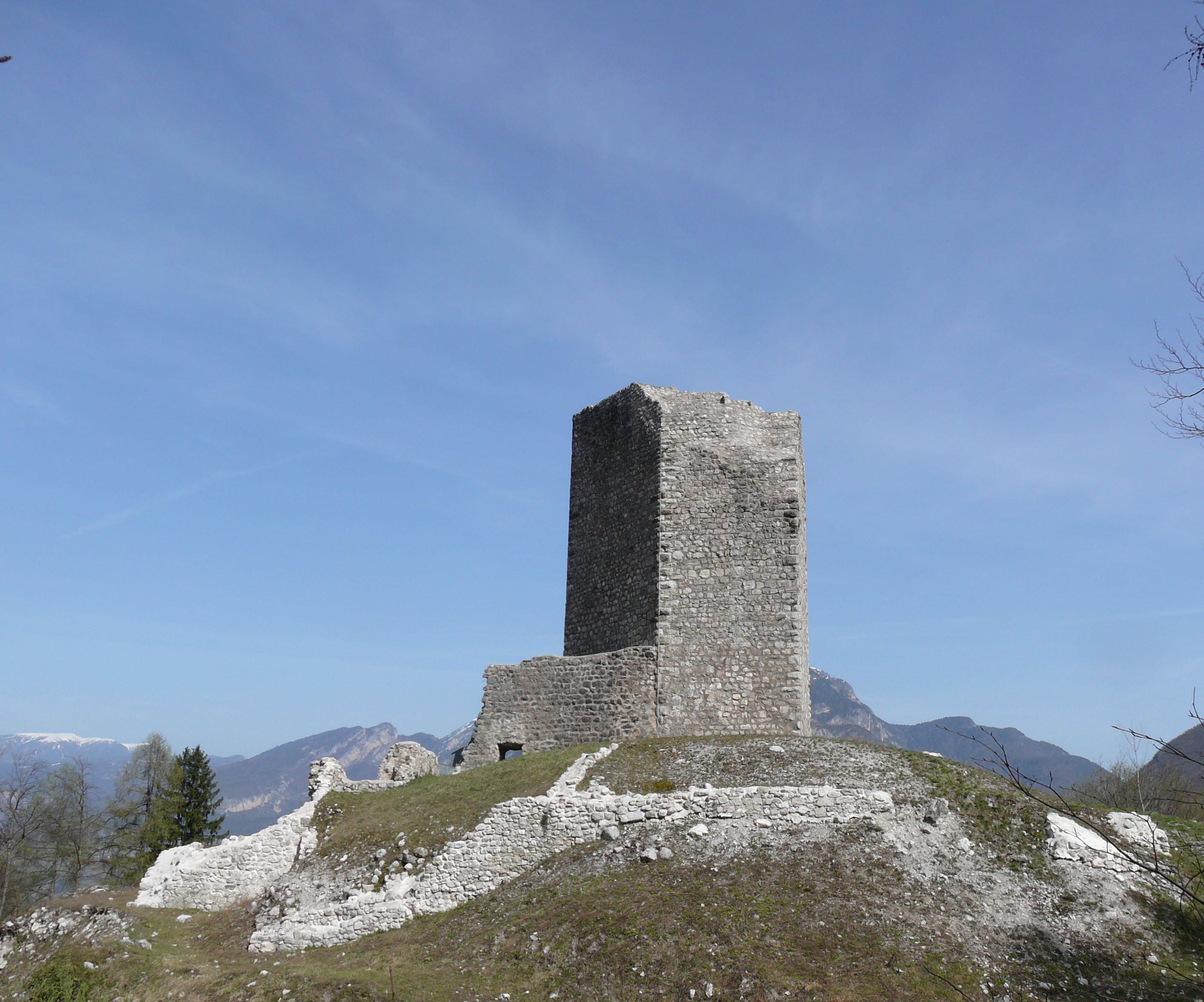
Castel Sporo

Pietro Spaur, figlio di Agnese di Castelbarco e Baldassarre Spaur, uno dei quattro figli di Volcmaro di Burgstall, nacque intorno al 1345 a Castel Sporo. Citato per la prima volta in un documento del 1362 assieme al fratello Matteo, nel quale è nominato come loro tutore Albertino di Altspaur, poi nel 1371 in un accordo matrimoniale tra Simeone IV Thun e i due fratelli Spaur, nel quale il signore di Castel Bragher, marito della loro sorella ancora minorenne Caterina di Burgstall rinunciava a rivendicare i possedimenti della famiglia Spaur. Nel 1386 sposò la vedova di Konrad von Botsch, Dorotea Latscher, diventando tutore dei figli della donna. La donna risulta già defunta in un documento del 1396 nel quale è concordata la separazione in tre parti dei beni spettanti per via paterna a Gabein Botsch, da dividere con i due figli naturali di Pietro, Giorgio e Giovanni. In questo modo ottenne la concessione di decime e affitti a Termeno dal conte del Tirolo Alberto III d'Asburgo, oltre al castello di Salorno, di cui era capitano il figliastro Gabein nel 1410.
Nel 1391 riuscì ad assicurarsi, assieme al fratello Matteo, il rinnovo da parte del principe vescovo Giorgio di Liechtenstein dei feudi paterni: la giurisdizione e la decima di Fai della Paganella, i laghi e la decima di Zambana, oltre ai beni e i diritti appartenuti a Gralanto di Salorno, ovvero la decima di Mezzolombardo, il colle presso il paese e la decima sul monte di Fai. Nel 1407 ottenne dal conte del Tirolo Federico IV d'Asburgo il diritto di decima in alcune località della Val di Sole: Mezzana, Roncio e Menas, acquistate da Pietro di Cles.

### Il conflitto in Trentino
Nel corso della rivolta anti-vescovile guidata da Rodolfo Belenzani nel 1407 si schierò dalla parte degli insorti, e si rese garante con una cauzione di 25.000 ducati per la sua liberazione dopo la cattura nell'ottobre del 1407 da parte di Federico IV d'Asburgo. Belenzani dopo la liberazione non si consegnò al conte del Tirolo, come stabilito, ma fuggì a Rovereto e per questo motivo Pietro Spaur e il figlio Giorgio furono arrestati da Federico, detto il Tascavuota. Successivamente sostenne Federico IV nel conflitto contro il burgravio del Tirolo Enrico VI di Rottenburg, guadagnandosi il favore del conte.
Nel 1415, dopo l'alleanza di Federico IV d'Asburgo, conte del Tirolo, con l'antipapa Giovanni XXIII, che comportò il bando e la scomunica del conte, i nobili tirolesi, tra i quali Pietro Spaur, si appellarono al fratello del Tascavuota, Ernesto I d'Asburgo, detto "il duca di ferro", che in una dieta convocata a Bolzano nel giugno del 1415 fu nominato conte al posto del fratello. Pietro approfittò del sostegno dell'imperatore Sigismondo di Lussemburgo e di Ernesto, che lo investì di tutti i castelli che fosse stato in grado di conquistare e così tolse alcune rocche nelle mani dei sostenitori di Federico IV: Castel Belasi, Castel Belfort, il castello di Vasio, Castel Coredo, Castel Mollaro, la Torre di Visione, Castel Corona e Castel Nanno. Oltre al controllo della bassa Val di Non, si alleò inoltre con Paride di Lodron, con il quale occupò il Castello di Stenico, Castel Mani e la rocca di Breguzzo e nella Piana Rotaliana con i de Mezo.

## Discendenza
|            |            |                                                        |                                                        |                                                 |                                                 |                                          |                                          |                                                |                                                |
|            |            |                                                        | Baldassarre (doc. 1346-1361) Agnese di Castelbarco     |                                                 |                                                 |                                          |                                          |                                                |                                                |
|            |            |                                                        |                                                        |                                                 |                                                 |                                          |                                          |                                                |                                                |
|            |            |                                                        |                                                        |                                                 |                                                 |                                          |                                          |                                                |                                                |
| Margherita | Margherita | Matteo (doc. 1362-1396) Susanna Botsch von Zwingenberg | Matteo (doc. 1362-1396) Susanna Botsch von Zwingenberg |                                                 |                                                 | Pietro (doc. 1362-1420) Dorotea Latscher | Pietro (doc. 1362-1420) Dorotea Latscher |                                                |                                                |
|            |            |                                                        |                                                        |                                                 |                                                 |                                          |                                          |                                                |                                                |
|            |            |                                                        |                                                        |                                                 |                                                 |                                          |                                          |                                                |                                                |
|            |            | Linea austriaca degli Hochenweg                        | Linea austriaca degli Hochenweg                        | Giorgio (doc. 1407-1427) Elisabetta di Freiberg | Giorgio (doc. 1407-1427) Elisabetta di Freiberg |                                          |                                          | Giovanni Verena di Lichtenberg                 | Giovanni Verena di Lichtenberg                 |
|            |            |                                                        |                                                        |                                                 |                                                 |                                          |                                          |                                                |                                                |
|            |            |                                                        |                                                        |                                                 |                                                 |                                          |                                          |                                                |                                                |
|            |            | Baldassarre (doc. 1470-1489) Veronica di Lichtenstein  | Baldassarre (doc. 1470-1489) Veronica di Lichtenstein  | Rolando (doc. 1466-1496)                        | Rolando (doc. 1466-1496)                        | Pietro II                                | Pietro II                                | Linee di Sporminore, Mezzolombardo e Obervaler | Linee di Sporminore, Mezzolombardo e Obervaler |
|            |            |                                                        |                                                        |                                                 |                                                 |                                          |                                          |                                                |                                                |
|            |            |                                                        |                                                        |                                                 |                                                 |                                          |                                          |                                                |                                                |
|            |            |                                                        |                                                        | Linea di Flavon e Untervaler                    | Linea di Flavon e Untervaler                    | Linee Winckel e Landeck                  | Linee Winckel e Landeck                  |                                                |                                                |